# Potsdam Charlottenhof (przystanek kolejowy)
Potsdam Charlottenhof – przystanek kolejowy w Poczdamie, w kraju związkowym Brandenburgia, w Niemczech. Znajdują się tu 2 perony.
| Potsdam Charlottenhof              |  |                        |
| Linia Berlin - Poczdam - Magdeburg |  |                        |
| Potsdam Hauptbahnhof               |  | Potsdam Park Sanssouci |